# Carence affective

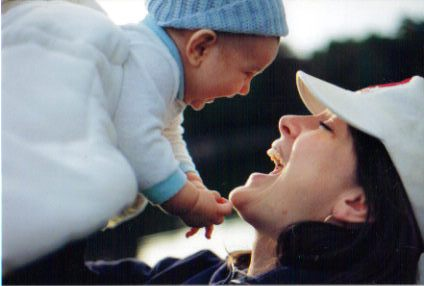
Mère et enfant

On parle de carence affective quand un enfant souffre d'une absence de soins maternels ou paternels, à la suite de l'absence d'une ou plusieurs figures d'attachement ou d'une conduite de rejet larvé ou d'indifférence. Plusieurs psychologues ont relié des retards de développement, des conduites délinquantes ou des troubles de type schizophréniques à une carence affective précoce, notamment dans une perspective psychanalytique. Ce lien est cependant loin d'être systématique.